# إرنست بورنيمان
إرنست بورنيمان (بالألمانية: Ernst Bornemann)‏ (و. 1915 – 1995 م) هو كاتب سيناريو، وأستاذ جامعي، وكاتب، وعالم إنسان ألماني، ولد في برلين، توفي عن عمر يناهز 80 عاماً.

## التعليم
تعلم في جامعة لندن، وتعلم في جامعة كامبريدج
.

## جوائز
حصل على جوائز منها:

Magnus Hirschfeld Medal ‏ (1990)

## وصلات خارجية
- إرنست بورنيمان على موقع IMDb (الإنجليزية)
- إرنست بورنيمان على موقع مونزينجر (الألمانية)
- إرنست بورنيمان على موقع قاعدة بيانات الفيلم (الإنجليزية)

- إرنست بورنيمان في قاعدة بيانات الأفلام على الإنترنت